# Przerzutnik Schmitta

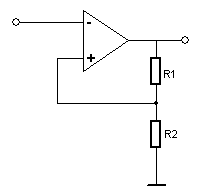
Przerzutnik Schmitta w układzie odwracającym.

Przerzutnik Schmitta (nazwa od nazwiska wynalazcy Otto Schmitta).
Przerzutnik Schmitta ma w obwodzie wejściowym dwa progi przełączania, przy których wyjście zmienia stan na przeciwny. Osiągnięcie przez napięcie wejściowe określonego progu zależy od kierunku zmiany tego napięcia. Dla napięcia narastającego obowiązuje próg górny, dla opadającego - dolny. Odległość między progami określa się mianem szerokości pętli histerezy.
Przerzutniki Schmitta są wytwarzane w postaci monolitycznych (scalonych) komparatorów lub mogą być łatwo realizowane na wzmacniaczach operacyjnych. Poziomy progowe napięć można regulować poprzez zmianę stosunku dwóch rezystancji. Przerzutniki Schmitta wykorzystują histerezę w celu ochrony przed szumem, który w przeciwnym wypadku mógłby powodować ciągłe przełączanie między dwoma przeciwnymi stanami w sytuacji, gdy sygnał wejściowy oscyluje wokół poziomu progowego.
W układzie komparatora zbudowanym na wzmacniaczu operacyjnym, napięcie na wyjściu przyjmuje poziom zbliżony do dodatniego napięcia zasilania tylko wtedy, gdy potencjał występujący na wejściu nieodwracającym (+) przekracza (co najmniej o wartość tzw. napięcia niezrównoważenia) potencjał wejścia odwracającego (-). Szybkość przełączania pomiędzy szynami napięcia określa szybkość narastania (opadania) napięcia wyjściowego. Wyjście może być dwu- lub trójstanowe i przystosowane do współpracy z układami cyfrowymi.

## Historia
Przerzutnik Schmitta został wynaleziony przez amerykańskiego naukowca Otto Schmitta w 1934 roku podczas studiów. Później opisał w swojej rozprawie doktorskiej w 1937 jako "wyzwalacz termioniczny". Był to bezpośredni wynik badań Schmitta dotyczących propagacji impulsu nerwowego w nerwach kałamarnic.

## Przykład (przerzutnik w układzie odwracającym)

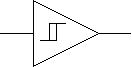
Symbol przerzutnika Schmitta na diagramie elektronicznym to trójkąt z symbolem histerezy

W przerzutniku odwracającym, napięcie wyjścia ma przeciwny znak do napięcia wejścia z wyjątkiem części zakresu histerezy zreazlizowanej przez dodatnie sprzężenie zwrotne części napięcia wyjściowego. Załóżmy, że Vin=-Vs. Jeśli przerzutnik jest włączony, napięcie wyjścia będzie przeciwne, a zatem równe napięciu szyny dodatniego zasilania (+VS). Z kolei V+= R2/(R1+R2)VS, co wynika z obecności dzielnika napięcia R1, R2, zasilonego Vout=Vs. Zatem dopiero jeśli Vin spadnie poniżej −R2/(R1+R2)VS wyjście ulegnie przełączeniu do napięcia -VS. W tym momencie próg przełączania przyjmie wartość +R2/(R1+R2)VS.
Obwód tworzy więc zakres przełączania symetryczny względem zera, zwany histerezą, z poziomami przełączania ±R2/(R1+R2)VS. Napięcie wejściowe musi wzrosnąć powyżej górnej granicy tego zakresu, a następnie spaść poniżej granicy dolnej, aby napięcie wyjściowe przeszło w stan wysoki i z powrotem w niski. Gdy R1 równe jest zeru lub R2 jest nieskończone (obwód rozwarty), szerokość powyższego zakresu kurczy się do zera, i układ zachowuje się jak zwykły komparator.